# Friedrich Wilhelm Braun
Friedrich Wilhelm „Fritz“ Braun (* 18. Juli 1941 in Rio de Janeiro; † 2. Februar 2025) war ein brasilianischer Basketballspieler.

## Leben
Friedrich „Fritz“ Braun, Sohn deutscher Einwanderer, besuchte ab dem zehnten Lebensjahr ein Internat in Rio Claro im Bundesstaat São Paulo. Mit 17 Jahren begann Braun mit dem Basketballsport. Er spielte für den Clube Ginístico in Rio Claro, bevor er zu Fluminense nach Rio de Janeiro wechselte. 1961 wurde er mit Fluminense Meister des Bundesstaates Rio de Janeiro und Meister im Wettbewerb von Mannschaften unterschiedlicher Bundesstaaten (campeão interestadual). 1969 nahm Braun mit der Mannschaft EC Sírio aus São Paulo am Intercontinental Cup teil. Später spielte er für den Verein Piracicaba.
Drei Jahre nach seinen Basketballanfängen wurde Braun in die brasilianische Nationalmannschaft berufen. 1963 gehörte er zu Brasiliens Auswahl, die beim in seiner Heimatstadt Rio de Janeiro ausgetragenen Turnier Weltmeister wurde, bestritt aber kein WM-Spiel. Im selben Jahr holte er mit Brasilien bei den Panamerikanischen Spielen in São Paulo die Silbermedaille. Braun nahm an den Olympischen Sommerspielen 1964 teil und gewann mit Brasilien in Tokio die Bronzemedaille. Er kam während des olympischen Turniers in fünf Spielen zum Einsatz (2,2 Punkte/Spiel).
Braun, der zum Chemieingenieur ausgebildet wurde, zog sich 1981 vom Leistungssport zurück. In seinem Wohnort Rio Claro ist eine Basketballhalle („Ginásio Fritz Braun“) nach Braun benannt.